# Carretas-Huerta de Marzo
Carretas-Huerta de Marzo es un barrio de Albacete (España) situado en la zona centro de la capital. Es un transitado barrio comercial que alberga la zona de marcha por antonomasia de la ciudad: La Zona. Con 11 609 habitantes (2012) es uno de los barrios más poblados de Albacete.

## Geografía

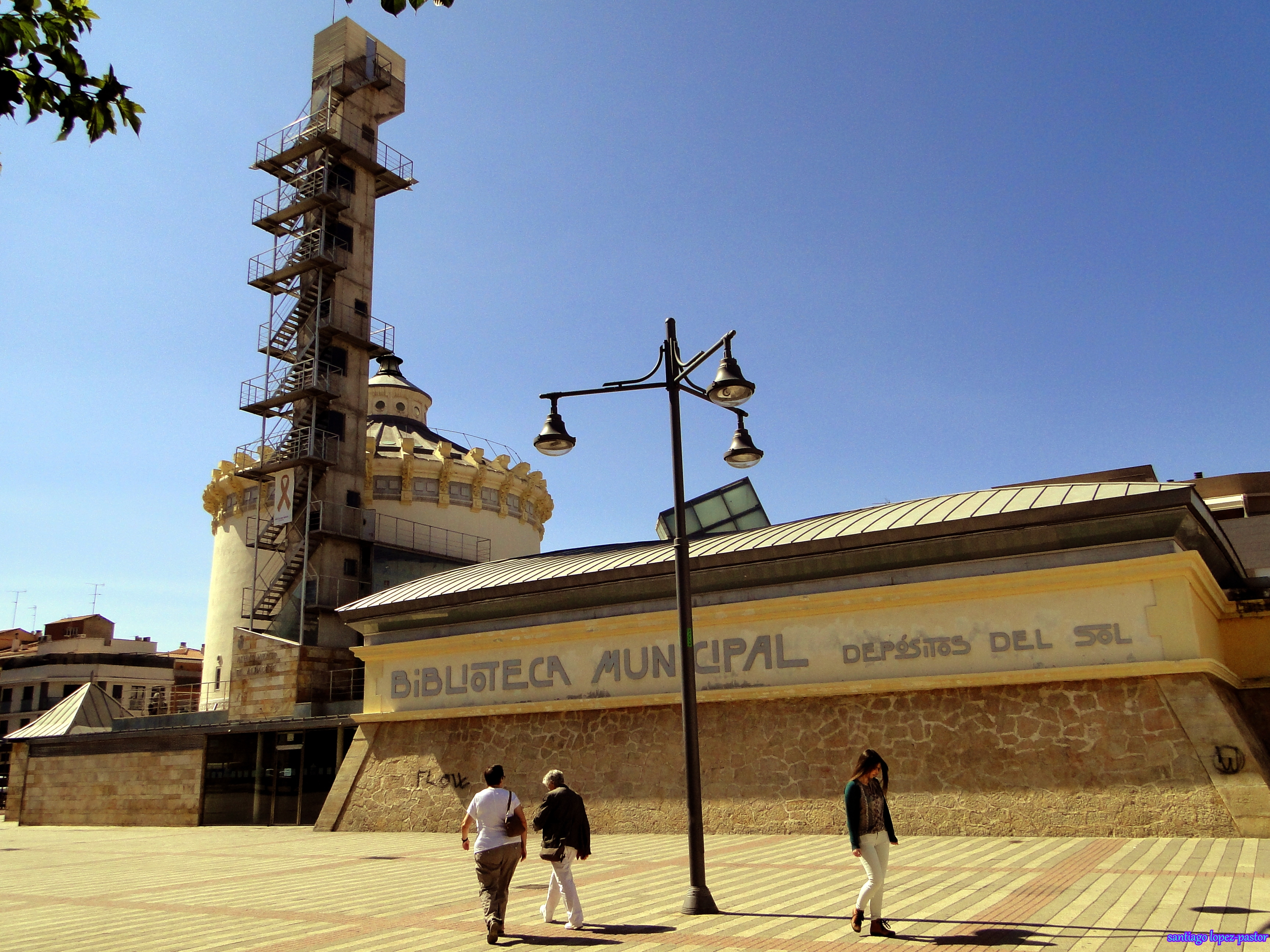
Depósitos del Sol en la explanada de la plaza homónima

El barrio, con forma irregular, está situado en la zona centro de la ciudad de Albacete, entre las calles Batalla del Salado al sur, una pequeña porción de Hermanos Falcó y Alcalde Conangla al este, las calles León y San Agustín al norte y las calles Gaona, un pequeño tramo de Tinte, Nueva, Calderón de la Barca y Tejares al oeste. Limita con los barrios Centro al oeste, Hospital al sur, La Milagrosa al este y La Pajarita y Polígono San Antón al norte.

## Demografía
Carretas tiene 11 609 habitantes (2012): 5999 mujeres y 5610 hombres. Es un barrio relativamente joven demográficamente hablando. Es el barrio con mayor porcentaje de personas viviendo solas (11,3 %). 628 personas son de nacionalidad no española (5,5 %), 747 nacidos en otros países (6,6 %).

## Educación

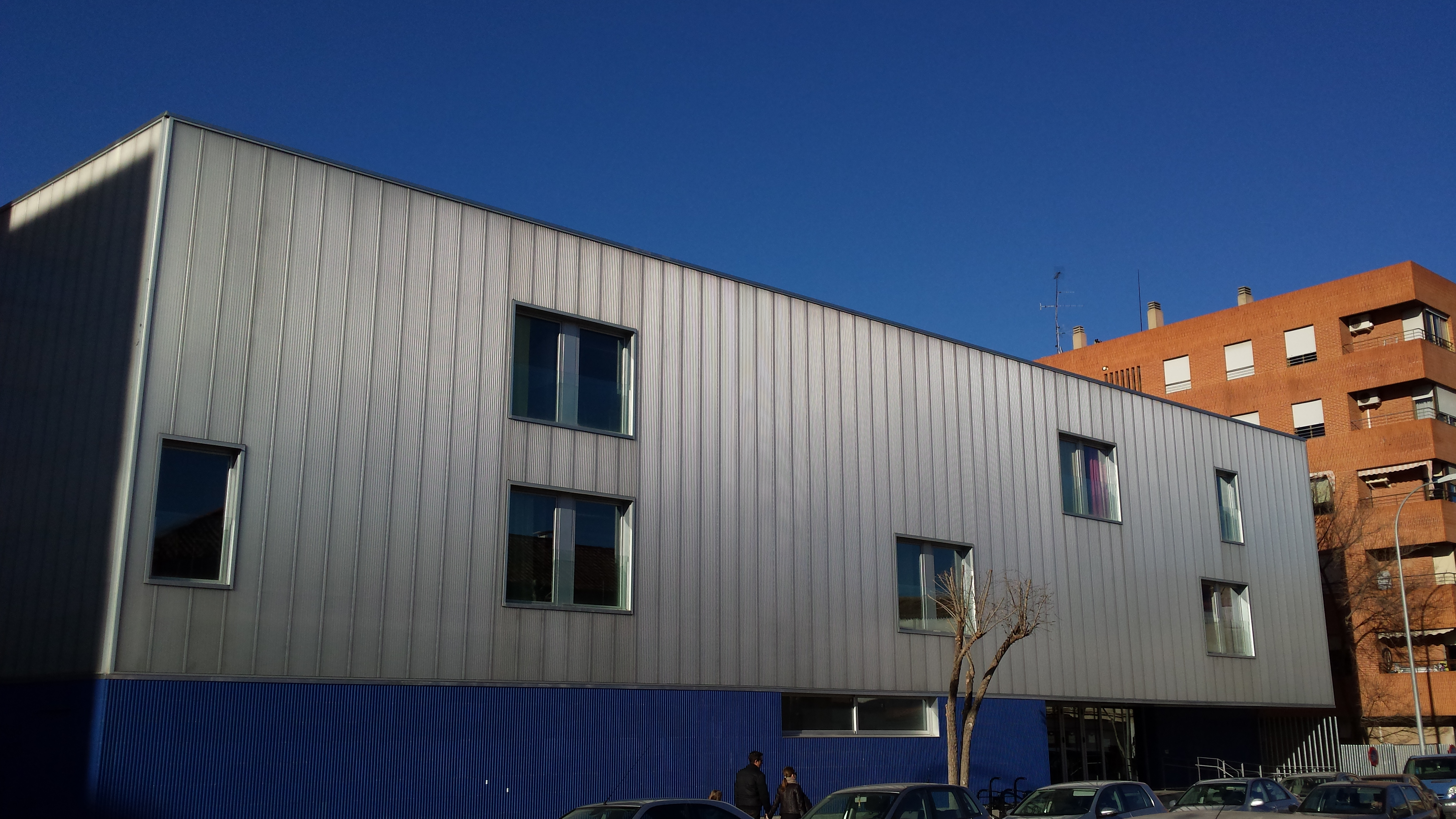
Centro de Educación de Personas Adultas Los Llanos de Albacete

En el barrio se ubica el Centro de Educación de Personas Adultas Los Llanos, el Instituto de Educación Secundaria Bernardino del Campo y los Colegios Públicos de Educación Infantil y Primaria Cervantes y Reina Sofía. Además, alberga la Biblioteca Pública del Estado en Albacete, que es el centro de referencia de las administraciones central y autonómica en la provincia de Albacete, y la Biblioteca de los Depósitos del Sol, sede central de la Red Pública de Bibliotecas Municipales de Albacete.

## Religión
Carretas alberga la iglesia de la Purísima Concepción, cuyo origen se remonta al siglo XVIII como ermita que posteriormente se transformó en colegio de la Compañía de Jesús. En la guerra civil albergó la sede central del Cuartel General de las Brigadas Internacionales, quienes tuvieron en la capital su centro de operaciones.

## Lugares de interés

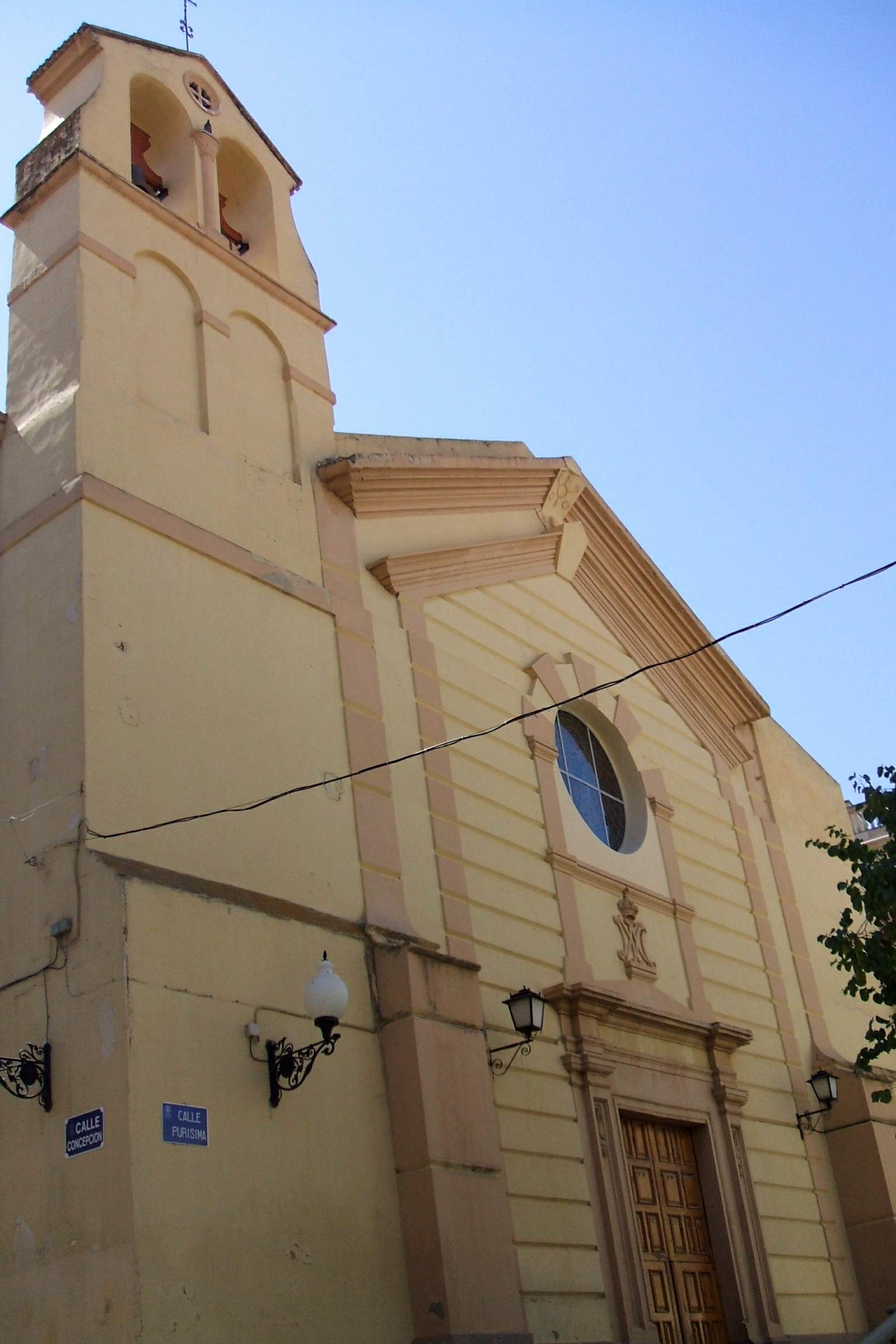
La iglesia de la Purísima Concepción se convirtió en el Cuartel General de las Brigadas Internacionales durante la guerra civil española.

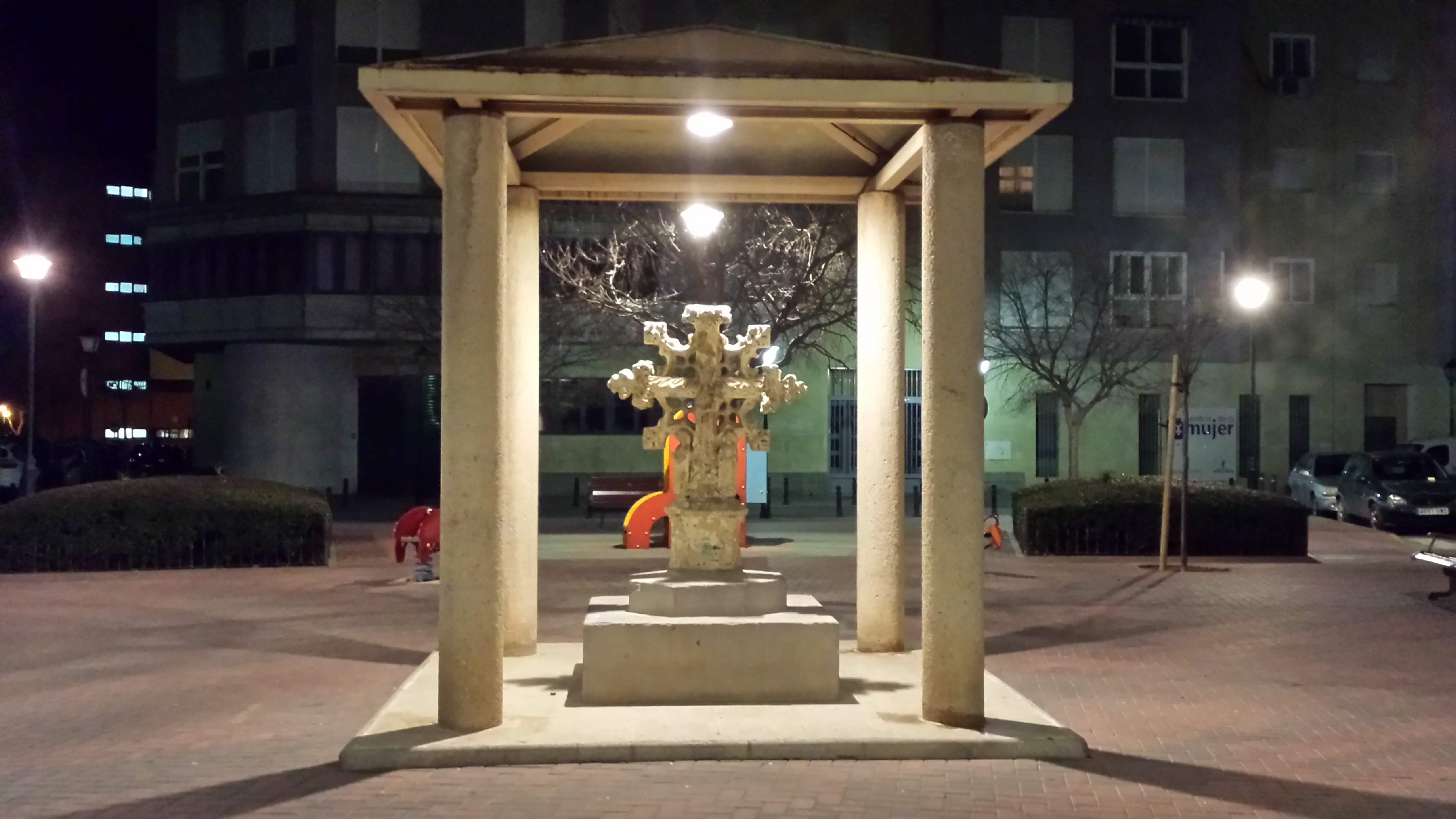
Cruz de término de Albacete, reproducción de la cruz de término original del siglo

Son importantes lugares de interés del céntrico barrio de la capital los siguientes:
- La Zona
- Plaza de San José
- Iglesia de la Purísima Concepción
- Plaza de Carretas
- Mercado de Carretas[5]
- Plaza de los Depósitos del Sol
- Depósitos del Sol, sede de la biblioteca municipal homónima[6]
- Cruz de término
- Biblioteca Pública del Estado

## Ocio
Carretas es conocida por su activa vida nocturna, especialmente en jueves, viernes y sábado, lo que motiva escapadas de fin de semana desde localidades cercanas para vivir la noche. Gran parte de La Zona, la principal zona de marcha de la ciudad, está situada en el barrio. La Zona comprende gran variedad de calles, destacando el primer tramo de la calle Tejares y la calle Concepción. En esta última hay pubs y clubs de todo tipo, desde chillout loungues a pubs ambientados o salas de jazz. La Zona se extiende también por las calles adyacentes, como la calle Nueva y los tramos finales de la calle del Tinte y la calle Mayor, llegando hasta la plaza de Carretas y la plaza de Mateo Villora.

## Fiestas
Las fiestas oficiales del barrio tienen lugar el primer fin de semana de julio con numerosas celebraciones: chocolatada popular, baño de espuma en la plaza de los Depósitos del Sol, zumba, concurso de ramos de flores, tortillas y repostería, verbena popular en la plaza de los Depósitos del Sol, partido de fútbol solteras contra casadas, misa manchega y ofrenda a la Virgen en la iglesia de la Purísima.

## Transporte
En autobús urbano, el barrio queda conectado mediante las siguientes líneas:
| Línea | Trayecto                                                                                 | Recorrido                                                         | Frecuencia                                         |
| ----- | ---------------------------------------------------------------------------------------- | ----------------------------------------------------------------- | -------------------------------------------------- |
|       | Campus UCLM - Barrio de Vereda                                                           | Recorrido Archivado el 1 de noviembre de 2014 en Wayback Machine. | 12-18 minutos                                      |
|       | Campus UCLM - Barrio de Vereda                                                           | Recorrido Archivado el 17 de abril de 2014 en Wayback Machine.    | 12-18 minutos                                      |
|       | Barrio San Pedro - Los Llanos del Águila - Parque Lineal - Parque Empresarial Campollano | Recorrido Archivado el 25 de febrero de 2014 en Wayback Machine.  | 15-20 minutos                                      |
|       | Ciudad - Parque Empresarial Campollano                                                   | Recorrido Archivado el 17 de abril de 2014 en Wayback Machine.    | Salidas 7:20, 8:20, 14:40, 15:20 (desde la ciudad) |
|       | Ciudad - Cementerio                                                                      | Recorrido Archivado el 17 de abril de 2014 en Wayback Machine.    | 30 minutos (sólo domingos)                         |